# ノナントラ
ノナントラ（伊: Nonantola）は、イタリア共和国エミリア＝ロマーニャ州モデナ県にある、人口約16,000人の基礎自治体（コムーネ）。

## 地理

### 位置・広がり

#### 隣接コムーネ
隣接するコムーネは以下の通り。括弧内のBOはボローニャ県所属を示す。
- ボンポルト
- カステルフランコ・エミーリア
- クレヴァルコーレ (BO)
- モーデナ
- ラヴァリーノ
- サンターガタ・ボロニェーゼ (BO)

### 気候分類・地震分類
ノナントラにおけるイタリアの気候分類 (it) および度日は、zona E, 2243 GGである。
また、イタリアの地震リスク階級 (it) では、zona 3 (sismicità bassa) に分類される。

## 行政

### 分離集落
ノナントラには、以下の分離集落（フラツィオーネ）がある。
- Bagazzano, Campazzo, Casette, La Grande, Redù, Rubbiara, Via Larga